# セックス あ〜ん♪ パンツァー
『セックス あ〜ん♪ パンツァー』は、softhouse-sealより2014年9月12日に発売された18禁アクションゲーム。プラットフォームはMicrosoft Windows。動作にはFlash Player 6以上が必要。

## ゲームシステム
横スクロールタイプのアクションゲーム。戦車の砲塔を装備した少女二人が主人公である。主砲による「砲撃」および機銃による「射撃」の二種類の攻撃方法があり、両者を使い分けて敵を倒していく。
少女たちは戦闘の合間を縫ってオナニーを行うことができ、それによってパワーアップ。さらに、敵から性的な攻撃を受ける「犯されモーション」によっても強化される。

## あらすじ
性暦1969年に謎の生物兵器軍により、劣勢に立たされた人類だったが、ジパング帝国は戦車以上の火力を一個人に与えられるシステムを開発した。しかしそれは若い女性の身体にしか反応しない変態システムであり、2人の少女がそれを用い敵軍にあたることとなった。

## 登場人物
チハ
声 - 奥山歩
スリーサイズ：B68（A）/ W49/ H76
小柄でスレンダーな身体つきだが素早く動ける最初に戦車級の火器が搭載されたジパング帝国の女の子。おっぱいはAカップと控えめ。キャラクター紹介によれば「便所のように犯される」。97式中戦車も参照。
ティーガー
声 - 市川みぃ
スリーサイズ：B92（H）/ W53/ H88
個人大火力システムである“雷電”の実験に協力してその過程で完成した2人目の戦車。ジパングの変態技術だけでなく、ドイクの変態精度も開発の一助となった。おっぱいはHカップ。キャラクター紹介によれば「犯されること豚の如し」。ティーガーIも参照。

## 主題歌
グッドラック・マイファイト！！ ～賽は投げられた。あと帰ってきたあの人～
歌：春河あかり
作詞・作曲：山下航生